# Polybetes
Polybetes es un género de arañas araneomorfas de las familia Sparassidae conocidas vulgarmente como arañones, arañas cangrejo y arañas de monte. Tienen hábitos peridomiciliarios. Son cazadoras, agresivas y de aspecto aplanado. Fue descrito por primera vez por Eugène Louis Simon en 1897. Es un sinónimo de Leptosparassus y Streptaedoea.

## Características
Son arañas de tamaño pequeño mediano a grande pudiendo alcanzar una longitud de hasta 40 milímetros sin las patas, las cuales se alargan hacia los costados como los cangrejos. Su cuerpo es aplanado con el abdomen de color blanco con manchas negras en el dorso y en el vientre donde forma un triángulo. Poseen cuatro pares de ojos en secuencia 4:4. Pica cada vez que la oportunidad se le ofrece, pero su tamaño y el dolor inmediato que provoca hace que el accidentado le de caza. Su comportamiento audaz y agresivo ,hace que se atreva con mayores. Pese a ser muy abundante, el veneno es poco activo para el ser humano.
A marzo de 2022 contiene quince especies, todas endémicas de América del Sur.